# Centauro (película)
Centauro es una película española de acción, original de Netflix, copia exacta de la película Burn Out de Yann Gozlan. Está dirigida por Daniel Calparsoro y protagonizada por Àlex Monner, Begoña Vargas y Carlos Bardem.

## Sinopsis
Adicto a las emociones fuertes y a la velocidad, Rafa (Àlex Monner) lucha por convertirse en un piloto profesional de motociclismo, hasta que descubre que la madre de su hijo tiene una deuda con unos narcotraficantes. Para mantener a salvo a su familia, Rafa decide poner su talento como corredor al servicio de la organización criminal. Piloto de circuito de día, temerario kamikaze de noche, Rafa pronto se ve obligado a tomar decisiones que cambiarán su vida para siempre.

## Reparto
| Intérprete              | Personaje        |
| ----------------------- | ---------------- |
| Àlex Monner             | Rafa             |
| Begoña Vargas           | Natalia          |
| Abraham Pérez           | Mateo            |
| Edgar Vittorino         | Carlos           |
| Carlos Bardem           | Boro             |
| Sebastian Ciontescu     | Jairo            |
| Anderson Brian González | Tico             |
| Dollar Selmouni         | Cortés           |
| Big Lois                | Valderrama       |
| Patricia Vico           | Regina Costas    |
| Rubén Cortés            | Alan Morales     |
| Guillermo Muñoz Torres  | Nelson           |
| Rubén Santiago Cortés   | Toni             |
| Pedro Casablanc         | Comisario García |
| David Cruz Barje        | Rider            |
| Adrián Garín            | Extra            |
| David Haack             | Rafa (voz)       |
| Eliana Sáenz            | Regina (voz)     |

## Rodaje
El rodaje comenzó en noviembre de 2020 y se grabó en localizaciones de Cataluña, Aragón y Marsella. Además, se grabó en MotorLand Aragón una escena simulando el mundial de motociclismo, para lo que se demandó un gran número de extras, casi 200 personas.